# Henryk Jaźnicki
Henryk Jaźnicki (Radzyń Podlaski, 6 settembre 1917 – 25 febbraio 2004) è stato un calciatore, cestista, pallavolista e pallamanista polacco.
Era il marito di Irena Kamecka.

## Carriera
Ha disputato i Campionati europei del 1947 con la Polonia.